# Pinheiro-da-macedónia
O pinheiro-da-Macedónia ou pinheiro-dos-Balcãs (Pinus peuce) é uma espécie de pinheiro originária do Velho Mundo, mais precisamente da região da Europa e Mediterrâneo.